# Споменик јунацима Варшавског гета
Споменик јунацима гета је споменик у главном граду Пољске подигнут у сећању на Устанак у варшавском гету.

## Први споменик
Након гушења устанка, од варшавског гета остале су само изгореле рушевине, које су касније Немци сравнили са земљом. 1946. године усред остатака гета постављен је први споменик - округла камена плоча у водоравном положају, дело архитекте Леона Марека Сузина. Споменик је откривен 16. априла 1946. године.

## Други споменик
1947. године је Натан Рапапорт, јеврејски вајар рођен у Варшави, у сарадњи са Леоном Сузином израдио споменик од шведских лабрадоритски блокова, које је иначе министар Рајха Алберт Шпер био наменио за изгадњу споменика победе. Отварање је уследило 19. априла 1948.
Споменик се састоји од једанаест метара високе камене стеле у чијој се средини налази бронзана скулптура. На странама споменика се налази по једна бронзана менора. Копије ових скулптура се налази у Јад Вашем музеју у Јерусалиму. На полеђини стеле је уклесан приказ поворке жртава холокауста.
Споменик је пао у жижу светске медијске јавности децембра 1970. приликом поклека Вилија Бранта пред овим здањем.

## Галерија
- Натпис на спомен плочи из 1946.
- Први споменик из 1946.
- Други споменик
- Споменик ноћу
- Скулптура